# Empty7
Empty7 est un rappeur masqué et compositeur suisse originaire de Genève. Il est l'unique représentant d'un genre mélant rap, musique néo-classique et score.

## Biographie

### Vie privée
A côté de sa carrière musicale, Empty7 est également professeur à l'université. C'est notamment pour cette raison qu'Empty7 préfère l'anonymat. Il a étudié la sociologie.
Pendant son enfance et son adolescence, Empty7 pratique beaucoup d'arts martiaux.

### Carrière
Empty7 est membre du collectif genevois 121, dont les autres membres sont NM, ID et Spectre. Son pseudonyme peut se prononcer Empty Seven, Empty Sept ou encore Empty Siete, au bon vouloir de l'auditeur. Toujours est-il que son pseudonyme sur les réseaux sociaux est empty7iete et que certains articles le surnomment Siete.

#### Enfance musicale
Depuis son enfance, Empty7 est un grand auditeur de musique classique et un pianiste,. Il commence à jouer de cet instrument à quatre ans.
Ses parents l'inscrivent à un cours de piano, où la professeure lui dit qu'il n'a pas besoin d'apprendre le solfège et qu'il sait déjà jouer. Pourtant, « je ne sais lire aucune note sauf le do en clé de sol. (...) A chaque fois que j’ai pris des cours avec des professeurs, c’était à l’oreille : je reproduisais ce qu’ils jouaient sans lire de partition. Si j’en lis une, c’est mémo-technique », explique-t-il en 2020.
A l'âge de douze ans environ, Empty7 commence à écouter volontairement du rap à l'école, avec notamment La Fouine et son album Mes Repères. Le morceau Du Ferme le marque particulièrement. Plus tard, il écoute également Booba et Rohff, mais c'est à nouveau La Fouine, avec le morceau Veni, Vidi, Vici qui joue un rôle central : donner envie à Empty7 de rapper.  

#### Débuts dans le rap (2019)
C'est au cours de l'année 2019 qu'Empty7 met en ligne ses premiers morceaux. Ce sont ainsi neuf singles qui apparaissent sur les plateformes de streaming au cours de l'année. C'est Distant qui se démarque le plus, avec plus de 160'000 écoutes sur Spotify[source secondaire souhaitée].

#### VisionetZON(2020)
En février 2020, Empty7 propose le single Anesthésié, qui est le premier et seul extrait dévoilé avant la sortie de son premier album intitulé Vision. Celui-ci est disponible le 13 mars 2020. Long de onze titres, le projet comprend notamment un featuring avec ses amis I.D et NM, ainsi qu'une version instrumentale d'Anesthésié.
Deux singles plus tard, Empty7 dévoile un deuxième projet au mois de novembre. ZON est constitué de huit titres, parmi eux cinq collaborations, avec I.D, NM (deux fois), Az.i et Mavie.

#### sueur & sang(2021)
Au mois de mai 2021, Empty7 montre tout son talent au piano sur l'EP sueur & sang. Les deux piano-voix sueur et sang s'y trouvent, de même qu'un titre du même nom que l'EP. Celui-ci dure plus de neuf minutes et reprend les deux morceaux ensemble de manière instrumentale. La suite de l'année est marquée par deux singles.

#### 2ONetBLV NUIT(2022-2023)
Un nouvel EP de huit titres, 2ON, est disponible à partir du mois de mars 2022. Les artistes invités par Empty7 sur le projet sont DeWolph, Gio et Rounhaa.
Entre septembre 2022 et mars 2023, Empty7 sort six singles, et tous les six sont accompagnés d'une version instrumentale du morceau. Les morceaux rappés sont regroupés dans la mixtape BLV NUIT, qui sort en avril 2023, avec un septième morceau titré Encore le monde. En mai, Empty7 dévoile BLV NUIT: CONCERTO, qui compile les sept versions instrumentales.

#### Nessun dorma,Ora pro nobisetLacrimosa(2023-2024)
Dès lors, Empty7 arrête un temps les singles et ne propose plus que des EP de quatre titres. Il commence avec Nessun dorma en juillet 2023, avec notamment le morceau Pas de chance en collaboration avec Winnterzuko. Le titre du projet, "Que nul ne dorme" en français, paraphrase le compositeur italien Giacomo Puccini. Fin septembre 2023, c'est au tour d'Ora pro nobis ("Priez pour nous" en Latin) d'être dévoilé, uniquement en solo, tout comme Lacrimosa qui sort en février 2024.
En août 2024, Empty7 apparaît en tant que compositeur du titre t'appelles ça vivre ? de Django, dont il produit la majorité des morceaux de l'album paris, 31 août qui sort en octobre,. Ensemble, ils font une tournée de trois dates - Genève, Liège et Paris - en début d'année 2025.

## Influences
Sa famille écoute beaucoup de musique classique ou orchestrale et Empty7 adhère particulièrement à la musique de Hans Zimmer, qu'il découvre par la bande son du film Spirit. Les oeuvres de Jean-Sébastien Bach, Ludwig van Beethoven et Claude Debussy font également partie de ses influences.
En septembre 2020, à propos de son prochain album, il explique qu'il compte réaliser quelque chose d'inédit et « essayer de fusionner des sonorités trap avec de la musique classique ». C'est ainsi qu'une version instrumentale au piano de son morceau Anesthésié conclut son album Vision et que bon nombre de ses morceaux et projets reposent sur ce genre de productions.

## Style
Le rap d'Empty7 est qualifié de sombre, triste et plein de mélancolie. Ce sont généralement de profondes introspections dans sa vie tourmentée, amère et violente. Son style est la Score, « un rap teinté de néo-classicisme et d’éclats épiques » selon le festival Voix de Fête.
Pour le média spécialisé Rapunchline, Empty7 est l'unique représentant en francophonie d'un style innovant « mêlant rap et musique néo-classique avec la score ». Il précise en outre que la seule tentative de ce mélange est le morceau Prince Igor de Warren G dans les années 1990.
Concernant son apparence, un point marque : la cagoule. Empty7 ne se montre que masqué pour trois raisons. La première, il ne veut pas que sa musique soit jugée par son visage ou son apparence. Deuxièmement, celle-ci lui permet de faire et de dire ce qu'il veut, sans que le lien à sa personne ne soit fait. Et le troisième et dernier point est sa vie d'universitaire, « pour savoir qu’aucun de mes profs ni des profs avec qui je travaille ne me reconnaît ».

## Discographie

### Album studio
- 2020 : Vision

### Mixtape
- 2023 : BLV NUIT
- 2023 : BLV NUIT: CONCERTO

### EPs
- 2020 : ZON
- 2021 : sueur & sang
- 2022 : 2ON
- 2023 : Nessun dorma
- 2023 : Ora pro nobis
- 2024 : Lacrimosa

### Singles
- 2019 : Depuis le départ
- 2019 : Perdu
- 2019 : Caraïbes
- 2019 : Lové/e
- 2019 : Distant
- 2019 : Error 404
- 2019 : Chaque mois (#Bouhbier1)
- 2019 : Panama (avec I.D et NM)
- 2019 : Shawty (#Bouhbier2)
- 2020 : Anesthésié
- 2020 : Toute la night
- 2020 : Day N Night (avec Az.i)
- 2021 : IYO / Easy Love (avec Spectre)
- 2022 : 2ON
- 2022 : <73
- 2022 : Invictus
- 2022 : La mission
- 2022 : Rampage
- 2023 : Jamais assez
- 2023 : Averse / Nuit
- 2024 : crassé à vie
- 2024 : pour le gang
- 2025 : 4matic
- 2025 : sos

### Apparitions
- 2020 : NM - Codé (sur l'album Jeune loup)
- 2021 : Gio - Odyssée
- 2021 : Ciranda - Balafres (sur l'EP Insomnie)
- 2021 : Lakna - Donnant donnant (sur l'album Univers observable)
- 2022 : Jean - Map
- 2022 : FVM7 - me gusta (sur l'EP zona)
- 2022 : Gemen - Réel, avec NKP (sur l'album Stele (2ème partie))
- 2022 : Spectre - French Riviera, avec Gio et Rounhaa (sur l'EP Summer Spectre)
- 2023 : Beka - Pas rose (sur l'album Away from me)
- 2023 : Django - Sur un fil (sur l'EP Eros et la mixtape Troisième terme)
- 2023 : Wolfkid - Come around, avec 99 (sur l'EP Inmyhead)
- 2023 : Biaziouka - Crescendo (sur l'album Seen today)
- 2024 : Sed - Le Soleil (sur l'EP Pas si seul)
- 2024 : Django - pour nous (sur l'album paris, 31 août)
- 2024 : Chanje - Les oiseaux chantent jamais (interlude) (sur l'album Humain)